# 葉俊榮
葉俊榮（1958年10月10日—），中華民國學者及政治人物，出生於臺北市萬華區，在新北市板橋區長大，美國耶魯大學法學博士，現任國立臺灣大學法律學系特聘教授，曾任行政院政務委員、行政院研究發展考核委員會主任委員、任務型國民大會秘書長、內政部部長、教育部部長。妻子柯麗鈴為最高檢察署檢察官。

## 生平
葉俊榮曾擔任任務型國民大會秘書長、行政院政務委員、研究發展考核委員會主任委員、內政部部長，負責推動非核家園、國家永續發展、核廢料選址等敏感議題，亦建議不興建蘇花高。
2007年，葉俊榮被時任總統陳水扁提名為司法院大法官，但送交立法院進行人事審查時遭在野黨反對未能當選。
2016年5月20日，葉俊榮進入林全內閣，擔任內政部部長。
2018年7月16日，葉俊榮由內政部部長轉任教育部部長。
2018年12月24日，臺大校長遴選案僵持將近1年，教育部長葉俊榮召開臨時記者會宣布，「勉予同意」聘任管中閔為臺大校長。
2018年12月25日，由於府院認為此決策並未和總統蔡英文、閣揆賴清德事先溝通，為此賴清德約談葉俊榮；葉俊榮表示會負起政務官責任並提出辭呈，賴清德亦批示「勉予同意」簽准葉俊榮請辭。

## 著作
葉俊榮有十幾個本法學著作和專書論文、以及上百篇法學期刊論文，其著作主要有：
- 《環境政策與法律》（1993），臺大法學叢書（六三），元照出版。
- 《環境行政的正當法律程序》（1993），臺大法學叢書（七六），自版。
- 《環境理性與制度抉擇》（1997），臺大法學叢書（一一Ｏ），自版。
- 《行政法案例分析與研究方法》（1999），三民書局。
- 《全球環境議題與台灣觀點》（1999） ，巨流圖書。
- 《珍惜憲法時刻》（2000），元照出版。
- 《面對行政程序法：轉型台灣的程序建制》（2002） ，元照出版。
- 《民主轉型與憲法變遷》（2003），台大法學叢書(137)，元照出版。

## 爭議
- 2012年5月，調查局偵辦「大專院校教授挪用國科會計畫補助經費案」，葉被爆料涉嫌於2012年1月3日挪用35,000元國科會補助款，託元霖企業老闆施揮揚代購高價的護枕工學椅、快鍋、檯燈、時鐘等顯與專案計劃無關物品[7]。

- 2016年6月1日，立法院內政委員會開會審查《難民法》草案。日前表示沖之鳥是「礁」，和行政院、外交部不同調的葉俊榮會前接受訪問時，不再談此問題，還兩度說這個議題「不流行了」，也強調會努力維護漁民權益[8]。

- 2016年9月21日，反台南鐵路東移全線自救聯合會前往內政部抗議，指葉俊榮上任部長以後違背自己的學術著作，讓臺南市區鐵路地下化計畫未經聽證會就通過內政部都市計畫委員會；自救會把葉俊榮多本學術著作封面放大印出並點火燒毀，諷刺葉俊榮當官後就變了樣[9]。

- 2017年12月22日，婦聯會拒簽行政契約（將新台幣312億元捐國庫做公益，與社福基金會合併轉型，相關基金會董事代表包含1/3政府代表、1/3社會公正人士）；故撤換主任委員辜嚴倬雲與副主委葉金鳳職務[10]。並將於2017年12月26日由不當黨產處理委員會認定婦聯會為國民黨附隨組織。

- 2018年4月，他被指疑似過去曾於中國大陸任職浙江大學光華法學院兼職教授[11]及掛名在中南財經政法大學環境法研究所[12]，但葉俊榮方面稱赴陸是很久以前的事情。

- 2018年12月24日，臺大校長遴選案僵持將近1年，教育部以「讓臺大校長遴選爭議落幕，臺大及臺灣高教改革闊步向前」，教育部長葉俊榮召開臨時記者會宣布，「勉予同意」聘任管中閔為臺大校長，但台大必須在3個月內，針對此次程序上的瑕疵和爭議、兼職制度多數不合規定，加上行政部門怎麼支援遴選委員會辦理遴選，全盤做程序上檢討，向教育部報告。但在對外說明這項決定前的兩個小時，葉俊榮才透過簡訊告知行政院長賴清德，表示要開記者會，賴清德要葉俊榮「審慎思考」，並向蔡總統報告，但葉俊榮仍然照樣宣布。總統府發言人林鶴明表示，府方對此案的一貫立場，就是「由教育部依照權責辦理」。[13]

- 2018年12月25日，由於前一日教育部長葉俊榮宣布「勉予同意」管中閔出任台大校長，行政院長賴清德中午召見葉俊榮；葉俊榮表示基於教育部權責、台大學生權益及維護大學自主教育原則，願對台大校長遴選案擔起政治責任，辭去教育部長職務。行政院於下午5點召開記者會證實，院長賴清德已「勉予同意」簽准葉俊榮請辭；葉俊榮確定成為臺大校長遴選風波以來繼潘文忠、吳茂昆第三位走人的教育部長。[14][15]

- 2018年12月26日，針對教育部長葉俊榮任命管中閔台大校長案，蔡英文總統於其臉書表示：「處理台大校長的遴選爭議，當然是教育部的權責。不過，身為執政團隊一份子，教育部長僅在記者會前一小時透過簡訊告知，也未遵照賴院長指示向總統報告，就逕自宣布決策，我跟賴院長都相當錯愕，也讓許多國人感到不解，難以接受……面對大學自治，即使身為總統，對於校長的人選，也沒有置喙的餘地。但我同樣期待，大學自治應該對程序正義有所堅持……一個清楚的事實是，無論是台大校長遴選的爭議，或是教育部長的決策，都沒有所謂總統默許的問題，這樣的操作無助於解決問題。」[16][17]

## 外部連結
- 葉俊榮的Facebook專頁

| 中華民國政府職務                   | 中華民國政府職務                                                       | 中華民國政府職務                   |
| ---------------------------------- | ---------------------------------------------------------------------- | ---------------------------------- |
| 行政院                             |                                                                        |                                    |
| 前任： 林嘉誠                      | 行政院研究發展考核委員會主任委員 第十二任 2004年5月20日－2006年4月30日 | 繼任： 施能傑 （代理，後真除）     |
| 前任： 陳威仁                      | 內政部部長 第三十一任 2016年5月20日－2018年7月16日                     | 繼任： 徐國勇                      |
| 前任： 姚立德（代理） 正任：吳茂昆 | 教育部部長 第二十九任 2018年7月16日－2018年12月26日                    | 繼任： 姚立德（代理） 正任：潘文忠 |